# 유로나이트

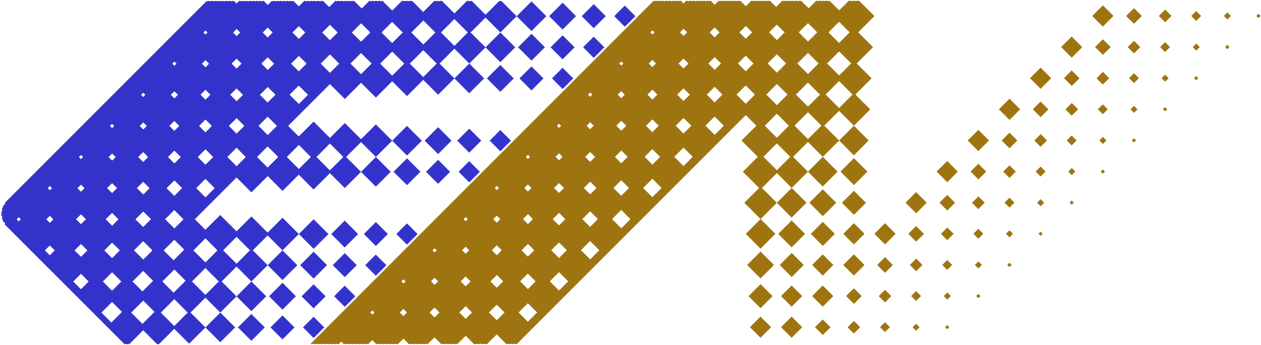
유로나이트 로고

유로나이트(영어: EuroNight)는 유럽 연합을 잇는 야간열차 브랜드이다.

## 개요
1993년에 최초로 운행하기 시작해 현재까지 유럽 연합의 도시를 연결하는 야간 열차로 트랜스 유로 나흐트(독일어: Trans EuroNacht)로 도입했다. 이 열차는 에어컨과 침대차가 편성이 되었고 승객이 이용할 수 있는 식당차가 있다. 식당차의 경우 코스 요리와 음료수를 포함한 조식 등 운영했으나 현재는 합리화가 되면서 폐지되었다. 이 열차는 국경으로 넘어가면 승무원이 대행해 출입국 절차가 진행된다.
이 열차는 침대차와 2등 좌석 차량으로 구성되었다. 대부분의 열차는 일등석, 식당차, 화물차가 연결이 되었고, 대부분의 차내 서비스는 국제 침대차 회사(영어: Compagnie internationale des wagons-lits et du tourisme , CIWL)가 운영한다. 식당차가 편성되지 않는 열차의 경우 침대차 요금에 아침 식사가 포함과 동시에 서비스가 제공된다.
고속철도의 개통과 동시에 노선이 급감하고 있으나 시티 나이트 라인과 같은 노선의 경우 서비스 개선이 진행하고 있다.

## 사진

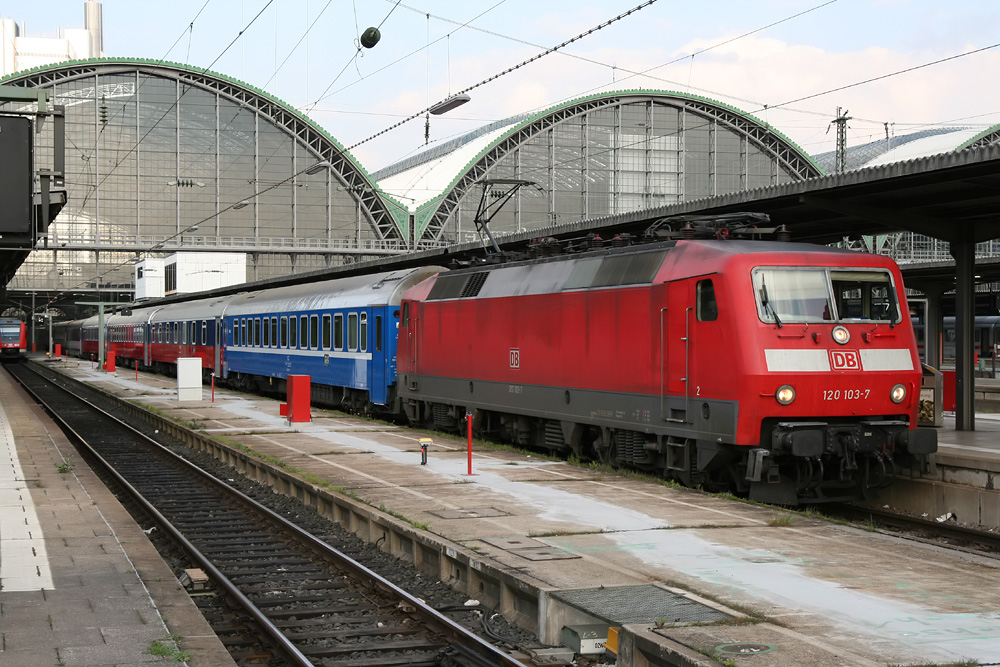
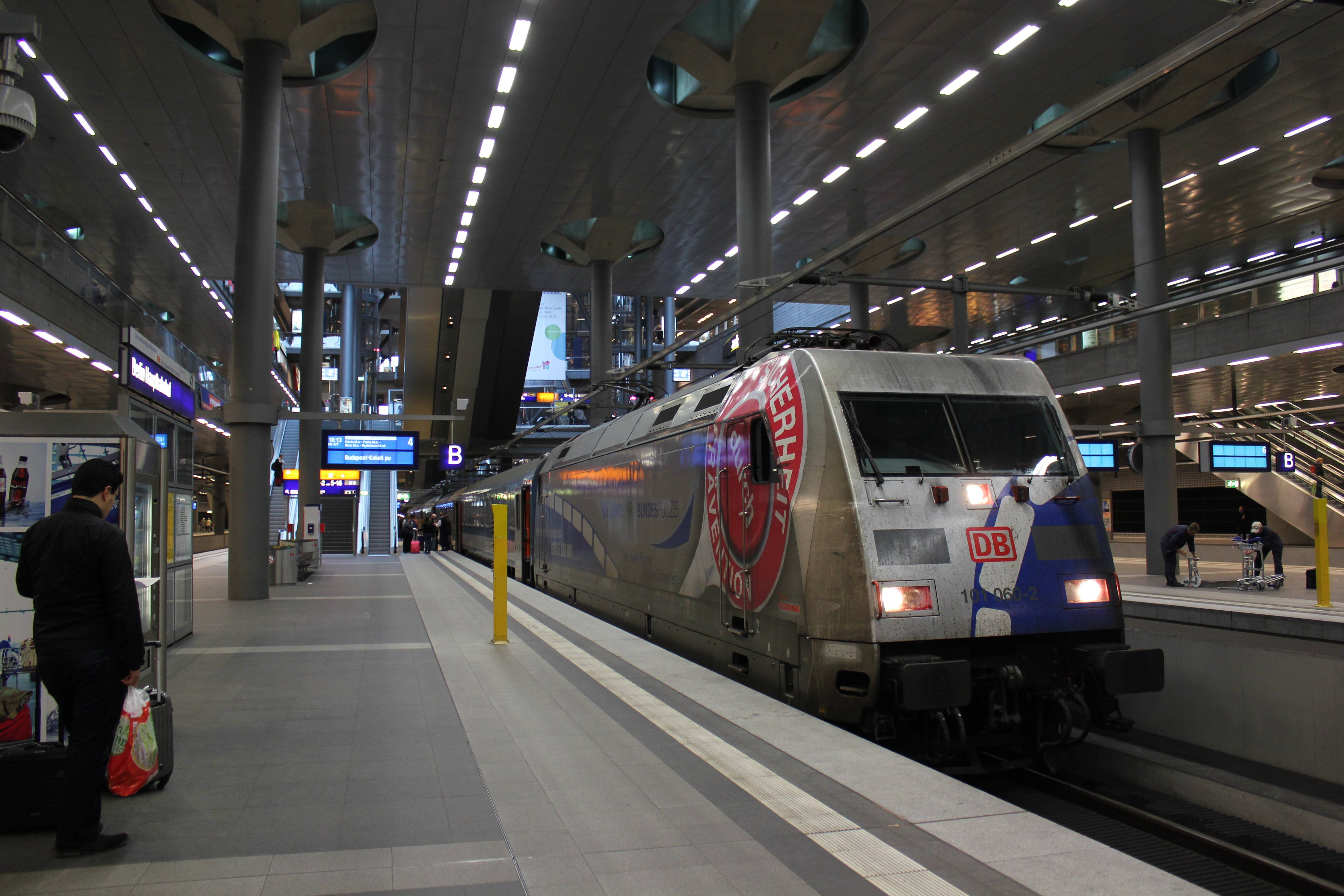
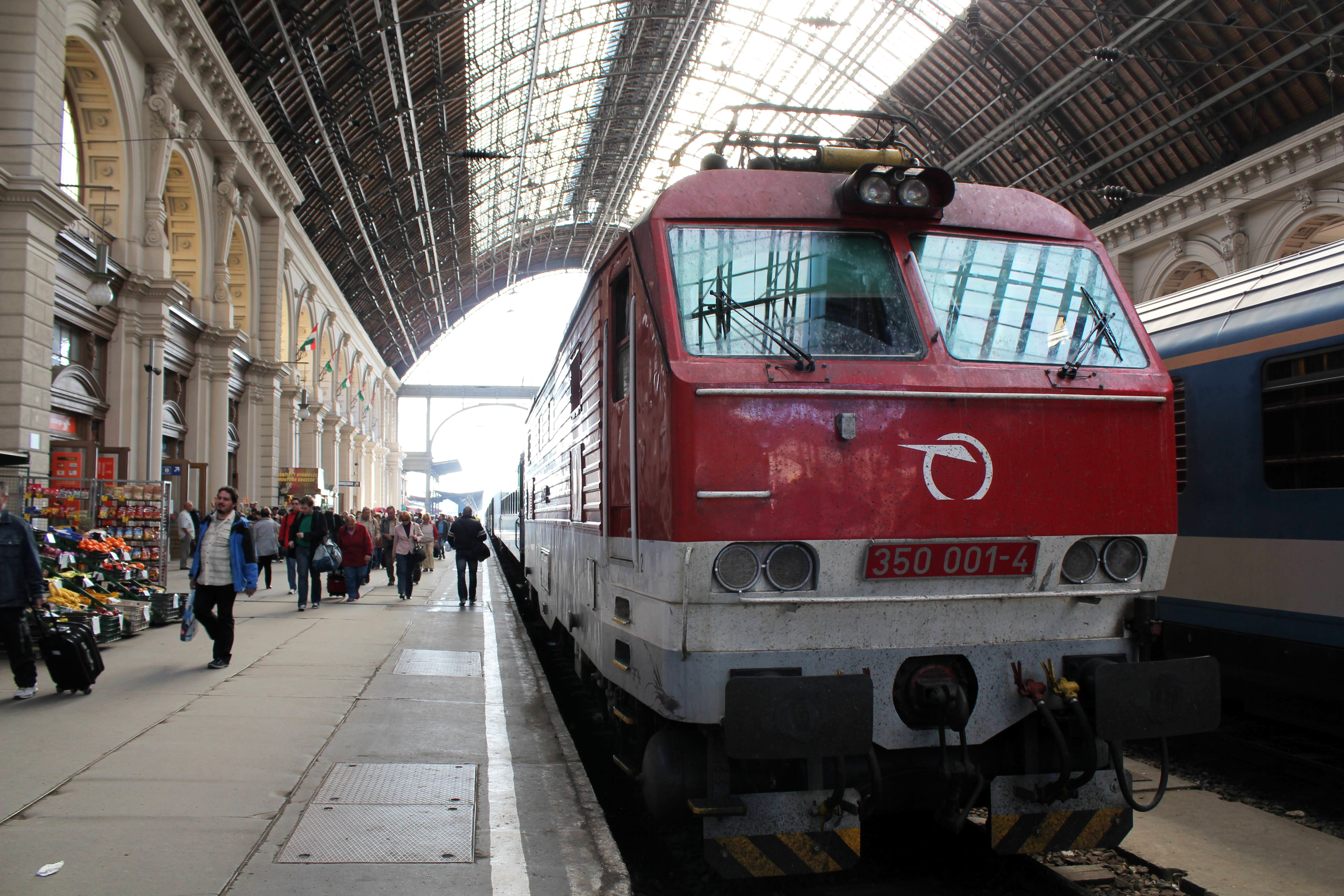
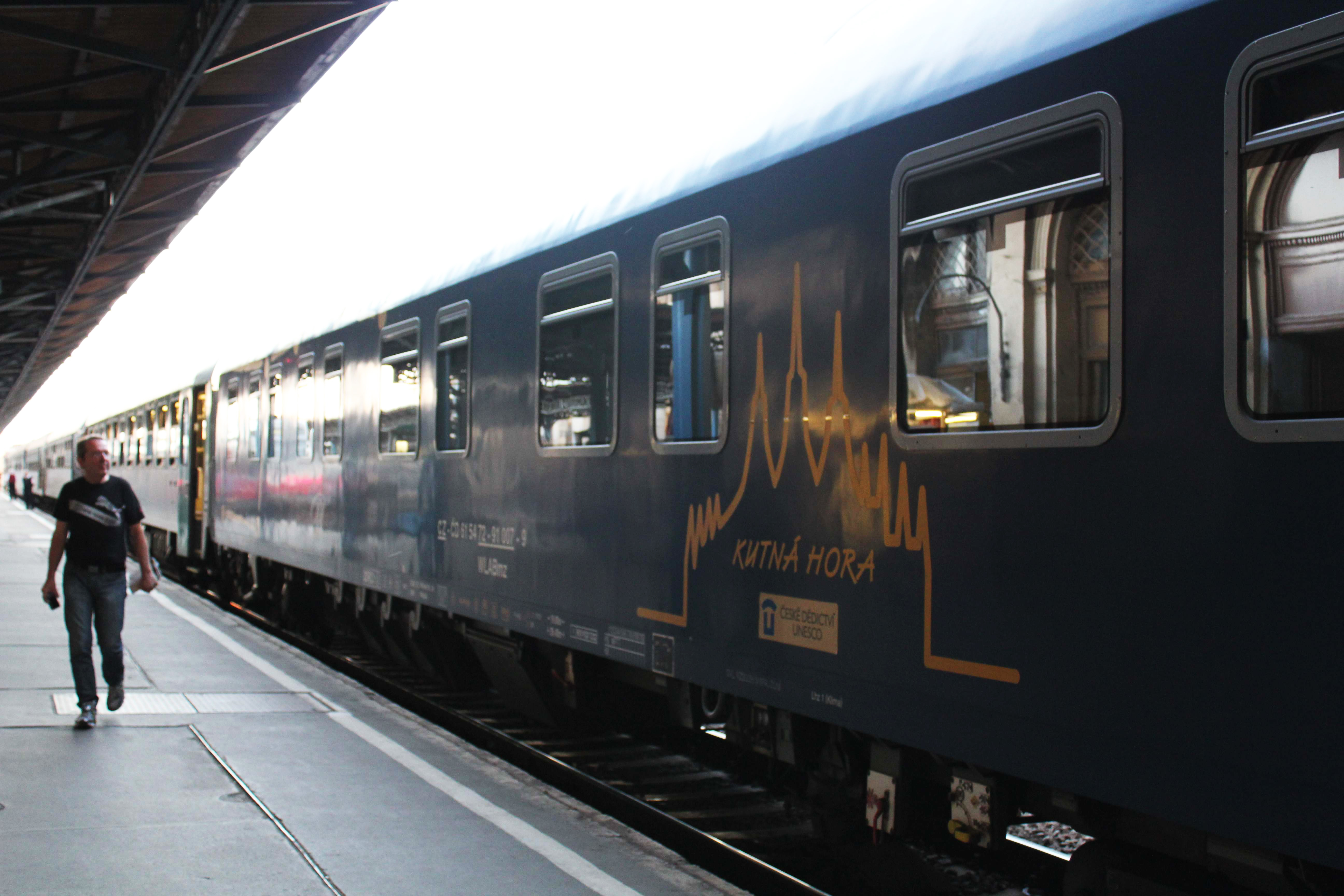
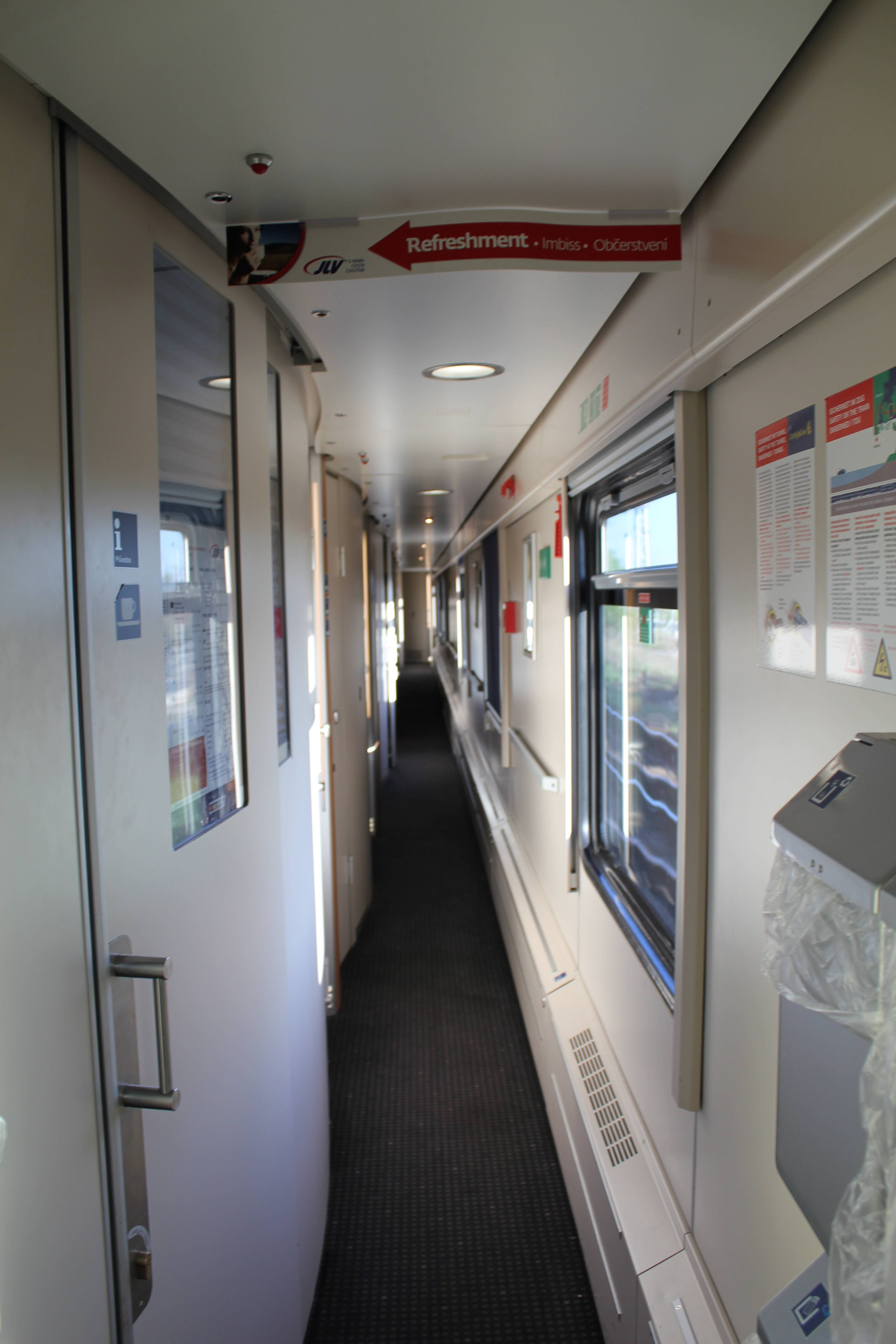
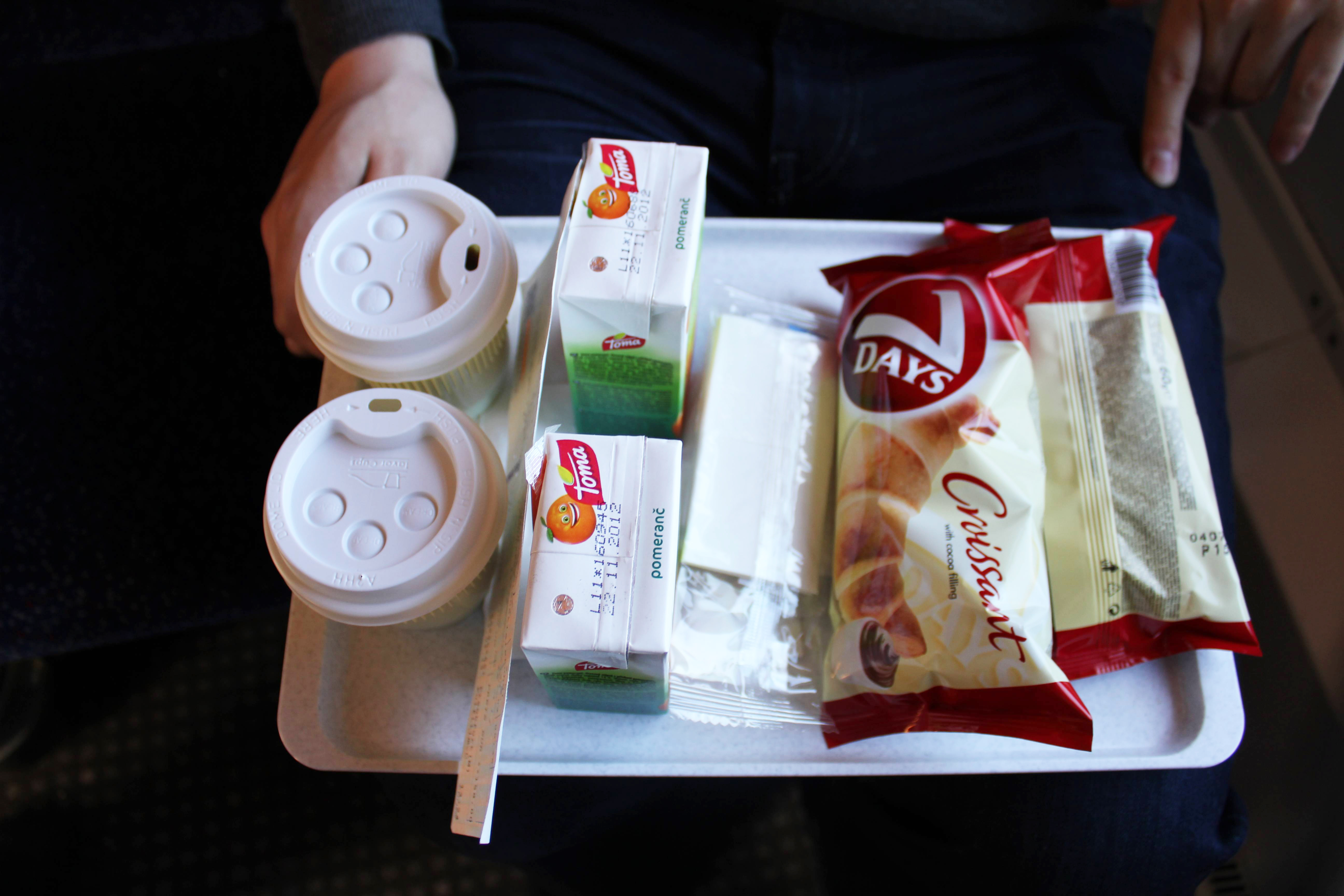

## 운행 노선
| 열차 편수                 | 이름                                                     | 출발지 (지역) | 목적지 (지역) | 회사                                                                     | 계획 시분             |
| ------------------------- | -------------------------------------------------------- | ------------- | ------------- | ------------------------------------------------------------------------ | --------------------- |
| EN 17 EN 18               |                                                          | 모스크바      | 니스          | 러시아 철도, 벨라루스 철도, 폴란드 철도, 체코 철도, 오스트리아 연방 철도 | 46시간 45분           |
| EN 220 EN 221             |                                                          | 베네치아      | 파리          | 뗄로                                                                     | 13시간 30분           |
| EN 234 EN 235             | 알레그로 토스카                                          | 빈            | 로마          | 트렌이탈리아                                                             | 14시간                |
| EN 236 EN 237             | 알레그로 돈 조반니                                       | 빈            | 베네치아      | 오스트리아 연방 철도                                                     | 12시간                |
| EN 246 EN 247             | EN 포르알베르크 EN LA 르네상스. 레포메이션 2010          | 빈            | 브레겐즈      | 오스트리아 연방 철도                                                     | 10시간                |
| EN 300 EN 301             | 스칸디나비아 나이트 익스프레스/ 베를린 나이트 익스프레스 | 베를린        | 말뫼          | 베올리아 트랜짓, 게오르그 운송기구                                       | 9시간 30분 8시간 30분 |
| EN 420 EN 421             |                                                          | 빈            | 뒤셀도르프    | 오스트리아 연방 철도                                                     | 11시간                |
| EN 436 EN 437             | 얀 키에푸라                                              | 암스테르담    | 바르샤바      | PKP 인터시티, DB 아우토주그, 벨라루스 철도, 러시아 철도                  | 17시간                |
| EN 444 EN 445             | EN 슬로바키아                                            | 프라하        | 코시체        | ČD, ZSSK                                                                 | 10시간 9분            |
| EN 446 EN 447             | D 21JA                                                   | 오버하우젠    | 쾰른          | PKP 인터시티, DB                                                         |                       |
| EN 452 EN 453             | 오스트 웨스트 익스프레스                                 | 모스크바      | 파리          | 독일철도, 러시아 철도                                                    |                       |
| EN 456 EN 457             | 피닉스                                                   | 프라하        | 베를린        | ČD, DB                                                                   | 4시간 46분 4시간 33분 |
| EN 459                    | 카노푸스                                                 | 취리히        | 프라하        | ČD, DB                                                                   | 14시간 47분           |
| EN 462 EN 463             | 칼만 임레                                                | 부다페스트    | 뮌헨          | MÁV, ÖBB                                                                 | 9시간 24분            |
| EN 464 EN 465             | 취리히 호수                                              | 그라츠        | 취리히        | ÖBB, 크로아티아 철도, 세르비아 철도                                      | 11시간 10시간         |
| EN 466 EN 467             | 빈왈츠                                                   | 부다페스트    | 취리히        | MÁV, ÖBB                                                                 | 12시간                |
| EN 472 EN 473             | 이스테르                                                 | 부다페스트    | 부쿠레슈티    |                                                                          | 14시간 30분           |
| EN 476 EN 477             | 메트로풀                                                 | 베를린        | 부다페스트    | MÁV                                                                      | 14시간                |
| EN 491 EN 492             | 한스 알버스                                              | 빈            | 함부르크      | ÖBB                                                                      | 12시간                |
| EN 498 EN 499             | 리신스키                                                 | 뮌헨          | 자그레브      | HŽ, SŽ                                                                   | 9시간                 |
| EN 1236/1238 EN 1237/1239 | 알레그로 로시니                                          | 로마          | 빈            | ÖBB                                                                      | 15시간                |

## 같이 보기
- 유로시티